# Gerrit Bolkestein

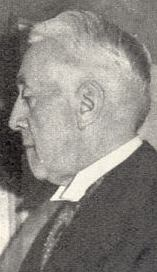
Gerrit Bolkestein en 1942.

Gerrit Bolkestein (n. el 9 de octubre de 1871 en Ámsterdam; m. en La Haya el 8 de septiembre de 1956) fue un político neerlandés.
Bolkestein fue ministro de Educación, Arte y Ciencia desde 1939 hasta 1945, y fue parte del gobierno en el exilio de los Países Bajos desde 1940, primero en el gabinete de Dirk Jan de Geer y luego en el de Pieter Gerbrandy. A comienzos de 1944, durante una emisión de radio desde Londres, dijo que después de la guerra recolectaría evidencia escrita por el pueblo holandés relativa a la opresión sufrida durante la ocupación alemana. Entre quienes oyeron la emisión se encontraba Ana Frank, que había estado llevando un diario por dos años, los cuales había pasado escondida junto a su familia debido a su origen judío. El comentario de Bolkestein de que estaba particularmente interesado en diarios y cartas llevó a Frank a editar lo que en un principio había sido un diario para su propio entretenimiento. La niña moriría más tarde en el campo de concentración de Bergen-Belsen, pero su diario parcialmente editado fue salvado y eventualmente publicado en 1946.
Bolkestein es abuelo de quien fuera miembro de la Comisión Europea entre 1999 y 2004, y principal defensor de la denominada Directiva Bolkestein, Frits Bolkestein.
- Datos: Q2598839
- Multimedia: Gerrit Bolkestein / Q2598839